# Hajdúdorog címere

Hajdúdorog címere

Hajdúdorog címere egy álló, halfarkú tárcsapajzs, amelynek felső élén egy vörös bélésű, arany szegélyű és rostélyú, ezüst tornasisak látható sisakkoronával. A koronából egy ezüst kettőskereszt illetve két nemzeti színű zászlót tartó kopja emelkedik ki. A sisakot és a címerpajzsot mindkét oldalt színes foszlányok keretezik.

A Hajdú-Bihar vármegye északi részén fekvő város címere egészen nagy múltra tekinthet vissza, hiszen a hajdúk letelepítése után, a 17. században a város legelső pecsétjén már ez a címer látható. A címer szimbólumai a város történetét foglalják össze.
A címer központi helyén a pajzs látható, amelynek két uralkodó háttérszíne van: a piros és a zöld. Ez a két szín egyrészt a magyar címer színeit tükrözi vissza, másrészt külön jelentéstartalommal is bírnak. A piros szín Hajdúdorog címerében kettős értelemben jelenik meg. Egyrészt utal arra, hogy a város már a rézkortól kezdve folyamatosan lakott hely, másrészt a hajdúdorogiak szabadságszeretetét és hazaszeretetét fejezi ki, ugyanis az ország történetének háborúiban, szabadságharcaiban és forradalmaiban elesett hajdúdorogiak vérét szimbolizálja. A pajzs zöld mezeje a város fő megélhetési forrását, a mezőgazdaságot jeleníti meg. A címerpajzs alsó részében találhatjuk meg Hajdúdorog címerállatát, egy jobbra haladó, arany színű sünt. A fekete tüskékkel ábrázolt állat a védekezés, a védelem szimbóluma, amely kifejezi azt, hogy hajdúvárosként Hajdúdorog az úgynevezett alföldi kis végvár-rendszer tagja volt, amely jellemző hajdú felépítésével, erődjével állta útját a török hadaknak. A belső vár körül kialakult latorkert és palánk védelmet nyújtott a városnak a kisebb török seregek ellen. A pajzs központi eleme egy balról benyúló, ezüst páncélzatú jobb kar, amely egy arany markolatú, ezüst szablyát tart a kezében. A szablyára egy fekete varkocsú és bajszú, levágott török fej van tűzve. Ez a motívum szinte minden hajdúváros címerében megjelenik. A szablya és a páncélozott kar arra utal, hogy Bocskai István 1605-ben a korponai oklevélben szabadságot adott a hajdúknak, és letelepítette őket, de cserébe katonáskodniuk kellett a mindenkori magyar király mellett. A levágott török fej azt szimbolizálja, hogy a város hajdúi is kivették a részüket a törökök elleni csatákból. A Hajdúságot elsősorban a Szejdi-járás harcai érintették. A páncélozott kar hajlata fölött egy ötszirmú, arany színű heraldikai rózsa helyezkedik el. A szablyát tartó kar két oldalán a magyar heraldikában népszerű hatágú, arany színű csillag és az ezüst színű, telő hold is megjelenik. A kar bal oldalán látható csillag a város Árpád-kori településeinek állít emléket. A félhold pedig Hajdúdorog viszontagságos, változatos történetére utal.

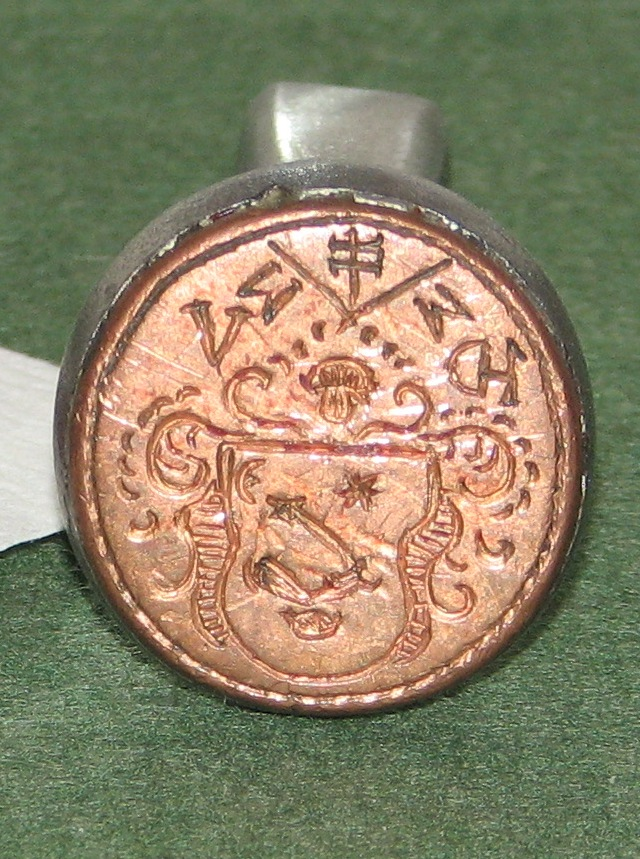
Hajdúdorog első pecsétje a címerrel

A pajzs fölötti címerelemek egy részének is szimbolikus jelentése van. A tornasisak a város háborús hőseinek és halottainak állít emléket. A sisak nyakában egy arany szálra felfűzött arany gyűrű látható, amely egyrészt a város történelmének folytonosságát fejezi ki, másrészt pedig a város elkötelezettségét hősi halottainak emléke iránt. A sisak ékkövekkel kirakott koronája a település önkormányzatának a jelképe. Hajdúdorog 1639-ben nyerte el a mezővárosi rangot. A hajdúszabadság értelmében Hajdúdorog a hajdúk letelepülése után soha nem tartozott földesurak uralma alá, amelyet a hajdúvárosoknak történelmük során mindvégig sikerült megőrizniük. Ennek az önállóságnak a jelképe a korona. A korona felé emelkedő ezüst kettős kereszt a város legfőbb vallására, a görögkatolikus vallásra utal. Hajdúdorog lakossága feltehetően már a 17. századtól kezdve többségében bizánci rítust követett. A város volt a központja annak a mozgalomnak, amely a görögkatolikus egyház magyar nyelvű misézéséért indult el már a 18. században. A hosszú küzdelem eredményeképpen X. Piusz pápa 1912-ben a Christifideles Graeci bullájával megalapította a Hajdúdorogi Egyházmegyét. Ma Hajdúdorog Magyarország egyetlen görögkatolikus püspöki székhelye. A koronából kiemelkedő két kopja, amely a nemzeti színű zászlót tartja a város népének hazaszeretetét, magyarságát fejezi ki, és utal arra az évszázados küzdelemre is, amelyet a hajdúdorogiak indítottak a magyar nyelvű liturgiáért.